# Mlewiec
Mlewiec – wieś w Polsce położona w województwie kujawsko-pomorskim, w powiecie golubsko-dobrzyńskim, w gminie Kowalewo Pomorskie.
W latach 1975–1998 miejscowość administracyjnie należała do województwa toruńskiego.
Stacja kolejowa Mlewiec znajduje się w pobliskim Wielkim Rychnowie.

## Demografia
Według Narodowego Spisu Powszechnego (III 2011 r.) wieś liczyła 212 mieszkańców. Jest osiemnastą co do wielkości miejscowością gminy Kowalewo Pomorskie.